# Mario Giuseppe Losano
Mario Giuseppe Losano (Casale Monferrato, 5 ottobre 1939) è un filosofo italiano.
Si occupa di filosofia del diritto e informatica giuridica, ed è inoltre un brasilianista.

## Biografia
Laureato in giurisprudenza presso l'Università degli Studi di Torino nel 1961-62 e libero docente di filosofia del diritto nel 1971, insegnò teoria generale del diritto presso la Facoltà di Scienze Politiche dell'Università degli Studi di Milano dal 1969 al 2004. Dal 2002 al 2007 è stato professore ordinario di Introduzione all'Informatica Giuridica e di Filosofia del Diritto presso le Facoltà di Giurisprudenza e di Scienze Matematiche e Fisiche e presso il Dipartimento di Scienze Giuridiche ed Economiche dell'Università del Piemonte Orientale "Amedeo Avogadro", sede di Alessandria. Dal 2007 è stato professore ordinario di Filosofia del Diritto presso la Facoltà di Giurisprudenza della stessa università, dove ha anche insegnato Introduzione all'Informatica Giuridica. Dal 2009 è professore emerito di Filosofia del Diritto e Informatica Giuridica presso la stessa università. È professore nella Scuola di Dottorato in Diritti e Istituzioni dell'Università degli Studi di Torino e, inoltre, nel Corso di perfezionamento del Dipartimento di Scienze Umane per la Formazione, Università di Milano Bicocca. È stato professor visitante, in Brasile, presso la Universidade do Estado de Minas Gerais, Belo Horizonte, e "professor visitante permanente" presso la Universidade Federal da Paraíba, João Pessoa, Brasile. È socio nazionale residente dell'Accademia delle Scienze di Torino (nazionale dal 2023) e, in Brasile, della Academia Pernambucana de Letras, Recife, e della Academia Sergipana de Letras, Aracaju.
È stato nominato, nel 2017, "Assoziierter Wissenschaftler" (Affiliate Researcher, scienziato associato) presso il Max-Planck-Institut für Rechtsgeschichte und Rechtstheorie (Istituto Max Planck per la storia del diritto e la teoria del diritto) di Francoforte sul Meno.
Si occupa di: storia della filosofia del diritto; teoria generale del diritto; circolazione mondiale delle idee giuridiche e sociali; filosofia politica; diritti umani; geopolitica; informatica giuridica; privacy; e-publishing; edizioni di archivi storici. Ha pubblicato in tre volumi un completo panorama sull'evoluzione della nozione di sistema nel diritto dalle origini ai giorni nostri. Ha curato i tre volumi dei carteggi inediti di Rudolf von Jhering con vari giuristi tedeschi e austriaci, nonché le traduzioni italiane di importanti opere di Rudolf von Jhering e di Hans Kelsen. In tedesco ha curato l'edizione critica delle corrispondenze dal Giappone di Hermann Roesler. In francese ha pubblicato l'inedito corso di filosofia del diritto tenuto a Tokyo nel 1889 da Alessandro Paternostro. Come informatico giuridico, ha pubblicato il primo manuale italiano di informatica giuridica e diritto informatico in tre volumi e un progetto di legge sulla tutela della privacy; presso l'Università degli Studi di Milano è stato presidente del "Centro di calcolo automatico" (1982-1985 e 1985-1988); nel 2001 ha fondato il corso triennale di laurea in informatica giuridica presso l'Università del Piemonte Orientale, primo corso interfacoltà di questo genere in Italia, poiché è inserito tanto nella Facoltà di Scienze Matematiche, Fisiche e Naturali, quanto nella Facoltà di Giurisprudenza. Come brasilianista, ha studiato il filosofo Tobias Barreto e il maggior movimento sociale del Sud America, il Movimento Sem-Terra (MST). Nel 1973 ha tenuto presso la Facoltà di Giurisprudenza dell'Università di San Paolo il primo corso brasiliano di informatica giuridica. Ha finora pubblicato oltre 70 volumi e 700 saggi originali. Suoi libri e saggi sono tradotti in 12 lingue. Il loro elenco fino al 2025 è stato pubblicato in: Bibliografia degli scritti di Mario G. Losano. A cura di Massimo Cavino, Editoriale Scientifica, Napoli 2025, XXV-224 pp.
Prima di optare per il tempo pieno all'università, è stato per anni consulente editoriale della Giulio Einaudi Editore di Torino, poi del gruppo editoriale Elemond (Electa-Mondadori di Milano), nonché consulente scientifico per l'informatica dell'amministratore delegato della Siemens Data S.p.A. di Milano (in seguito Unidata e poi Siemens Nixdorf).

## Riconoscimenti
- Nel 1971 gli è stato conferito il Prix International des Hautes Synthèses, Nice (Francia).
- Nel 1971 gli è stato conferito il Premio Honeywell per il giornalismo scientifico, Milano.
- Nel 1995 la fondazione tedesca Alexander von Humboldt gli ha conferito il premio per la ricerca Alexander von Humboldt-Forschungspreis.
- Nel 2002 il Governo brasiliano lo ha nominato Comendador da Ordem Nacional do Cruzeiro do Sul per meriti culturali.
- Nel 2004 ha ricevuto il titolo di Dottore honoris causa dalla Facoltà di Giurisprudenza dell'Università di Hannover.
- Nel 2008 ha ricevuto il titolo di Dottore honoris causa dell'Universidad de la República di Montevideo.
- Nel 2009 ha ricevuto il titolo di Dottore honoris causa dalla Facoltà di Giurisprudenza dell'Universidad Carlos III, Madrid.
- Nel 2012 il Governo austriaco gli ha conferito la Österreichisches Ehrenkreuz für Wissenschaft und Kunst I. Klasse.
- Nel 2013 ha ricevuto il titolo di Professor honoris causa dalla Universidade Federal de Pernambuco (UFPE), Recife, Brasile.
- Nel 2015 è nominato Socio Onorario e Paul Harris Fellow dal Rotary Club, Distretto 2032 di Casale Monferrato, Italia.
- Nel 2015 ha ricevuto la Medaglia d'oro dell'Ordine degli Avvocati, Milano, Italia.
- Nel 2019 ha ricevuto il titolo di Professor honoris causa dalla Universidade Federal da Paraíba (UFPB), João Pessoa, Brasile.
- Nel 2020 ha ricevuto la Medaglia alla carriera dell'Ordine dei Giornalisti, Milano, Italia.

## Opere
- La teoria di Marx ed Engels sul diritto e sullo stato. Materiali per il seminario di filosofia del diritto, Università Statale di Milano. Anno Accademico 1968-69, Torino, Cooperativa Libraria Università Torinese, 1969
- Giuscibernetica. Macchine e modelli cibernetici nel diritto, Torino, Einaudi, 1969
- Libia 1970. Materiali sui rapporti fra ideologia ed economia nel terzo mondo. Corso di filosofia politica, Università di Milano. Anno Accademico 1969-70, Torino, Cooperativa Libraria Università Torinese, 1970
- Corso di informatica giuridica, Milano, Cooperativa Universitaria Editrice Milanese, 1971 e successive edizioni.
- Stato e automazione. L'esempio giapponese, Milano, Etas Kompass, 1974
- Babbage: la macchina analitica. Un secolo di calcolo automatico, Milano, Etas Kompass, 1974
- Scheutz: La macchina alle differenze. Un secolo di calcolo automatico, Milano, Etas Libri, 1974
- Machines arithmétiques. Invenzioni francesi del Settecento. Testi originali con 15 tavole dell'epoca, Torino, Bottega d'Erasmo, 1976.
- I grandi sistemi giuridici. Introduzione ai diritti europei ed extraeuropei, Torino, Einaudi, 1978 e successive edizioni
- L'informatica legislativa regionale. L'esperimento del Consiglio Regionale della Lombardia, Rosenberg & Sellier, Torino 1979
- Forma e realtà in Kelsen, Milano, Comunità, 1981
- Automi arabi del XIII secolo. Dal "Libro sulla conoscenza degli ingegnosi meccanismi", Milano, Luigi Maestri Editore, 1982; ristampato con il titolo: Automi d'Oriente. "Ingegnosi meccanismi" arabi del XIII secolo, Milano, 2003
- Il diritto economico giapponese. Seconda edizione ampliata con un'appendice sul diritto coreano, Milano, Unicopli, 1984 (prima edizione: 1982)
- Der Briefwechsel zwischen Jhering und Gerber, Münchener Universitätsschriften. Juristische Fakultät. Abhandlungen zur rechtswissenschaftlichen Grundlagenforschung, Band 55/1, Teil 1, Ebelsbach, Verlag Rolf Gremer, 1984
- Studien zu Jhering und Gerber, Münchener Universitätsschriften. Juristische Fakultät. Abhandlungen zur rechtswissenschaftlichen Grundlagenforschung, Band 55/2, Teil 2, Ebelsbach, Verlag Rolf Gremer, 1984
- L'ammodernamento giuridico della Turchia (1839-1926), Milano, Unicopli, 1980
- Hermann Roesler, Berichte aus Japan (1879-1880), Herausgegeben von Mario G. Losano, Milano, Unicopli, 1984
- Scritto con la luce. Il disco compatto e la nuova editoria elettronica, Milano, Unicopli, 1988
- Libertad informática y leyes de protección de datos personales, Centro de Estudios Constitucionales, Madrid, 1989
- L'informatica e l'analisi delle procedure giuridiche, Milano, Unicopli, 1989, (prima edizione: 1984)
- Storie di automi. Dalla Grecia classica alla Belle Époque, Torino, Einaudi, 1990
- Saggio sui fondamenti tecnologici della democrazia, Quaderni della Fondazione Adriano Olivetti, 1991, Disponibile on line su
- Sonne in der Tasche. Italienische Politik seit 1992. Aus dem Italienischen von Moshe Kahn, München, Antje Kunstmann Verlag, 1995
- Renato Treves, sociologo tra il Vecchio e il Nuovo Mondo. Con il regesto di un archivio ignoto e la bibliografia di Renato Treves, Milano, Unicopli, 1998
- Un giurista tropicale. Tobias Barreto fra Brasile reale e Germania ideale, Roma – Bari, Laterza, 2000
- Sistema e struttura nel diritto, Giuffrè, 2002 (prima edizione, 1968)
- El derecho ante la globalización y el terrorismo. "Cedant arma togae". Actas del Coloquio Internacional Humboldt, Montevideo abril 2003, con Francisco Muñoz Conde, Valencia, Tirant lo Blanc, 2004
- Función social de la propiedad y latifundios ocupados. Los Sin Tierra de Brasil, Madrid, Dykinson, 2006
- Il Movimento Sem Terra del Brasile. Funzione sociale della proprietà e latifondi occupati, Reggio Emilia, Diabasis, 2007
- La Turchia tra Europa ed Asia: un secolo tra laicismo e Islam. Memoria dell'Accademia delle Scienze di Torino, Classe di Scienze Morali, Storiche e Filologiche, Serie V, Volume 33, Torino, Accademia delle Scienze, 2009 (Summary in English).
- La geopolitica del Novecento. Dai Grandi Spazi delle dittature alla decolonizzazione,  Milano, Bruno Mondadori, 2011
- Solidaridad y derechos humanos en tiempos de crisis, Madrid, Dykinson, 2011
- Alle origini della filosofia del diritto a Torino: Pietro Luigi Albini (1807-1863). Con due documenti sulla collaborazione di Albini con Mittermaier, Memorie della Accademia delle Scienze di Torino, Classe di Scienze Morali, Storiche e Filologiche (Serie V, vol. 37, fasc. 2), Torino, Accademia delle Scienze, 2013 [ISBN 978-88-908669-2-0; ISSN 1120-1622 (WC · ACNP)]. (Summary in English).
- I carteggi di Pietro Luigi Albini con Federico Sclopis e Karl Mittermaier (1839-1856). Alle origini della filosofia del diritto a Torino, Memoria dell'Accademia delle Scienze di Torino, Classe di Scienze Morali, Storiche e Filologiche, Serie V, Volume 38, fasc. 3, Torino, Accademia delle Scienze, 2014 ISBN 978-88-99471-01-9. (Summary in English).
- Alle origini della filosofia del diritto in Giappone. Il corso di Alessandro Paternostro a Tokyo nel 1889. In appendice: A. Paternostro, Cours de philosophie du droit, 1889, Torino, Lexis, 2016 [Cfr. n. 58] 				[ISBN 978-88-904616-8-2 – ISBN digitale 9788894206401]
- Il portoghese Wenceslau de Moraes e il Giappone ottocentesco. Con 25 sue corrispondenze nelle epoche Meiji e Taisho (1902-1913), Torino, Lexis, 2016 [ISBN 978-88-942064-6-3; ISBN digitale 9788894206449]
- Lo spagnolo Enrique Dupuy e il Giappone ottocentesco. In appendice: Enrique Dupuy, La transformación del Japón en la era Meiji, 1867-1894, Torino, Lexis, 2016 [ISBN 9788894206456 – ISBN digitale 9788894206449]
- La Rete e lo Stato Islamico. Internet e i diritti delle donne nel fondamentalismo islamico, Milano, Mimesis, 2017 ISBN 978-88-575-3873-0
- Norberto Bobbio. Una biografia culturale, Roma, Carocci, 2018 ISBN 978-88-430-9269-7
- La libertà d’insegnamento in Brasile e l’elezione del Presidente Bolsonaro, Milano, Mimesis, 2019 ISBN 9788857556147
- Le tre costituzioni pacifiste. Il rifiuto della guerra nelle costituzioni di Giappone, Italia e Germania, Frankfurt a.M., Max-Planck-Institut für Europäische Rechtsgeschichte, 2020 (Institute for European Legal History, Frankfurt am Main, ). - Testo completo online:
- Brasiliani nel Giappone ottocentesco. I primi trattati paritetici dell’era Meiji, Torino, Accademia delle Scienze, 2020 (Memorie della Accademia delle Scienze di Torino, Classe di Scienze Morali, Storiche e Filologiche, Serie V, Volume 45, 2021).
- Tra lex e ius: le leggi razziste del fascismo e le amnistie postbelliche. Una nota anche bibliografica (Between lex and ius: Fascist "racial laws" and postwar amnesties. Also a bibliographical account), Max Planck Institute for Legal History and Legal Theory, Frankfurt am Main 2022, 49 pp.
- Dalle leggi razziste del fascismo alle amnistie postbelliche. Con bibliografie e testi legislativi, Mimesis, Milano - Udine 2022
- Scritti di informatica e diritto. Per una storia dell’informatica giuridica. A cura di Paolo Garbarino e Massimo Cavino, Mimesis, Milano 2022: Mimesis, Milano 2022, vol. 1, XXXII-349 pp. - Mimesis, Milano 2022, vol. 2, 369-757 pp.; Bibliografia, pp. 693–728.
- Norberto Bobbio – Gregorio Peces-Barba, Cartas sobre socialismo y democracia, 1978-2000. Introducción y edición de Mario G. Losano. Traducción de Francisco Javier Ansuátegui Roig, Dykinson, Madrid 2023, 284 pp.
- Norberto Bobbio – Genaro R. Carrió, Un carteggio su struttura e funzione nel diritto 1964-1980. Introduzione e cura di Mario G. Losano, LED (Edizioni Universitarie di Lettere, Economia, Diritto), Milano 2024, 122 pp.
- As três constituições pacifistas. A rejeição à guerra nas constituições do Japão, da Itália e da Alemania, Contracorrente, São Paulo 2024, 543 pp.
- Migrantes do Japão ao Brasil e retorno – O terceiro tratado paritário da era Meiji: 1895, in Gustavo Silveira Siqueira – Satomi Takano Kitahara (eds.), 130 anos atravessando o tempo e o oceano – Diálogos entre o Brasil e o Japão na passagem do século XIX para o XX, Engenho das Letras,  Londrina (PR) 2024, pp. 15-113 - イタリア・トリノ学術アカデミー 「明治時代の第三番目の平等条約 (Edição bilíngue japonês-português, 1ª edição, 512 pp.).
- Norberto Bobbio – Genaro R. Carrió, Un carteggio su struttura e funzione nel diritto, 1964-1980. Introduzione e cura di Mario G. Losano, LED (Edizioni Universitarie di Lettere, Economia, Diritto), Milano 2024, 122 pp.
- L’America latina e i primi trattati paritetici del Giappone moderno. I trattati con Perù, Messico e Brasile, 1873-1895, Accademia University Press, Torino 2025, XIX-414 pp. (collana: «Diálogos – Incontri con la cultura giuridica latino-americana», n. 5).
- Norberto Bobbio – Eduardo Rozo Acuña, Un carteggio sulla teoria del diritto, 1987-1994. Introducción y edición de Mario G. Losano, Editorial Temis, Bogotá (Colombia) 2025, 46 pp.
- Noberto Bobbio – Eduardo Rozo Acuña, Un carteggio sulla teoria del diritto, 1987-1994, in: Memorie dell’Accademia delle Scienze di Torino, Accademia delle Scienze di Torino, Torino 2025, vol. 4, pp. 5-34.
- Bibliografia degli scritti di Mario G. Losano. A cura di Massimo Cavino, Editoriale Scientifica, Napoli 2025, XXV-224 pp.